# Bukultraljud

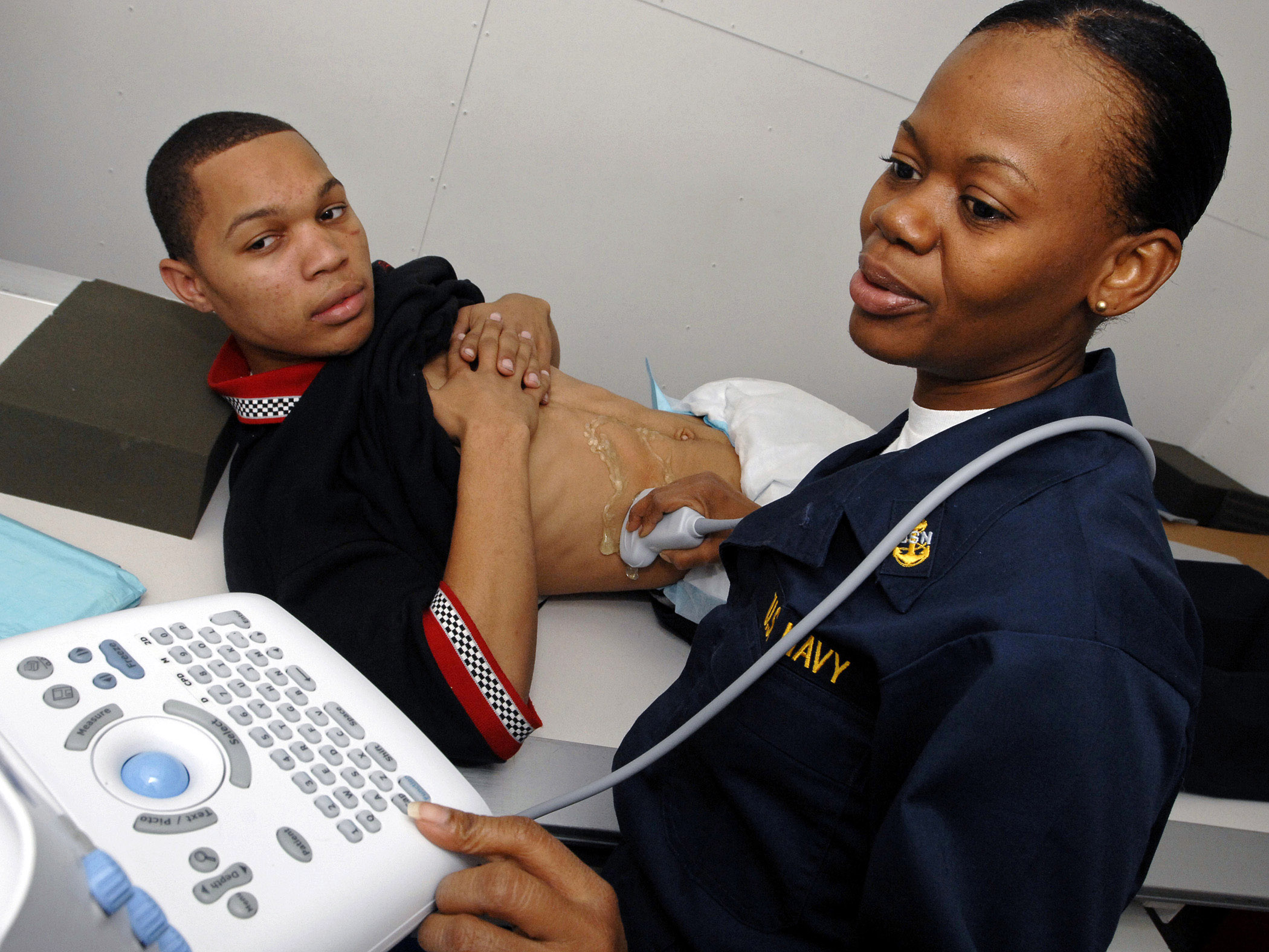
Undersökning med bukultraljud.

Bukultraljud, även abdominellt ultraljud eller transabdominellt ultraljud efter abdomen (mage), är en dynamisk ultraljudsbaserad undersökningsmetod som används inom radiologi och flera andra medicinska områden. 
Undersökningen sker vanligen genom anläggandet av en ultraljuds-prob mot magen. Probens utsända ultraljudssignaler registreras av detektorer på samma prob efter att ha reflekterats av vävnaden. I proben konverteras de reflekterade ultraljudsvågorna till elektroniska signaler som via en dator används för att generera bilder som visas upp på en monitor i realtid.
Den första användningen av bukultraljud var inom fosterdiagnostiken på 1960-talet. På grund av metodens förmåga att avbilda i stort sett samtliga bukorgan och även retroperitoneala organ har den fått bred användning inom både akutsjukvård och annan vård.

## Inom mödravård

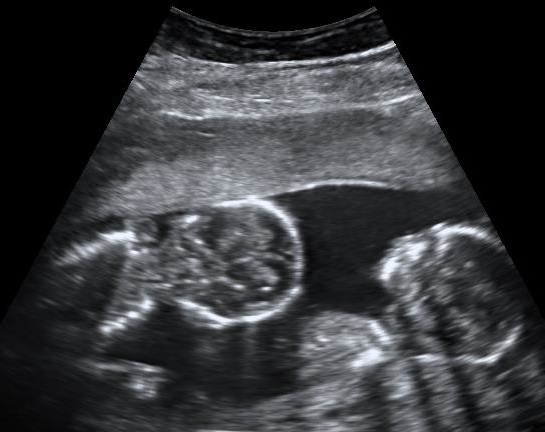
Tvillingar i vecka 15.

Användningen av bukultraljud inom mödravården möjliggör icke-invasiv fosterdiagnostik. Undersökningsmetoden har bred användning inom mödravård som rutinundersökning av foster omkring vecka 18. Metoden används även i tidig fosterdiagnostik för att mäta nackuppklarning omkring vecka 12. I senare hälften av graviditeten kan bukultraljud användas för bedömning av bland annat fostertillväxt.